# Arthur Guinness
Arthur Guinness (Celbridge, 1725. szeptember 24. – Dublin, 1803. január 23.) ír sörfőző és üzletember, a Guinness sör megalkotója.

## Munkássága
Apja sörfőzéssel foglalkozott. Tőle tanulta a szakmát és saját sörgyárat alapított a városban. 1759-ben aztán kibérelte 9000 évre Dublinban, a Liffey folyó partján, a St. James kapu mellett levő másfél hektáros területet. Nem voltak túlságosan népszerűek Írországban a világos- és az ale sörök sem, inkább whiskyt és gint ittak. Ezért úgy döntött, hogy barna sört fog gyártani. Titkos hozzávalók alkalmazásával létrehozta saját barna sörét, amivel óriási sikert aratott.
1775-ben a városvezetés azzal vádolta meg, hogy a több vizet használt fel a sörfőzéshez, mint az szabályos lenne. Guinness cég  azonban bármire képes volt, hogy megvédje a sörgyárát és hatékonyan ellenállt.
Arthur Guinnesst szentként tisztelik Írországban és 2009 óta minden év szeptemberében tartanak egy Arthur's day nevű napot a tiszteletére.